# Limnoplankton
Limnoplankton – plankton wód słodkich, obecny w jeziorach i dużych zbiornikach zaporowych.
W obrębie limnoplanktonu można wyróżnić (różnią się one zarówno składem gatunkowym, jak i obfitością):
- krenoplankton (gr. krene – źródło) – plankton źródlany,
- potamoplankton (gr. potamos – rzeka) – plankton rzeczny,
- eulimnoplankton (gr. limne – jezioro) – plankton jeziorny,
- heloplankton (gr. helos – moczar, staw) – plankton stawowy,
- telmatoplankton (gr. telma – kałuża) – plankton kałuż.